# فرودگاه دونکسول
فرودگاه دونکسول (به انگلیسی: Dunkeswell Aerodrome) یک فرودگاه خصوصی است که یک باند فرود آسفالت دارد و طول باند آن ۹۶۸ متر است. این فرودگاه در کشور انگلستان قرار دارد و در ارتفاع ۲۵۶ متری از سطح دریا واقع شده‌است.